# Târgu Jiu
Târgu Jiu (izgovor T'rgu Žiu, mađarski Zsilvásárhely) je grad u jugozapadoj Rumunjskoj, te najveći i glavni grad županije Gorj.
Kiparski ansambl Constantina Brâncușija iz Târgu Jiua, kao „izvanredan spoj apstraktne skulpture, pejzažne arhitekture, inženjerstva i urbanističkog planiranja koji je u svom rodnom gradu osmislio Constantin Brâncuși”, upisan je na UNESCOv popis mjesta svjetske baštine u Europi 2024. god.

## Zemljopis
Târgu Jiu se nalazi u podnožju Karpata na rijeci Jiu u istoimenoj depresiji. Sjeverno od grada je dolina koju rijeka Jiu probija u Karpatima i tamo je jedno od najvažnijih rumunjskih nalazišta ugljena. Rudarstvo je bilo jedan od najvažnijih pokretača razvoja industrije i naglog širenja grada nakon 2. svj. rata.

## Povijest
Grad je osnovan 1406. godine, a 1597. je dobio status grada. Razvio se kao značajan trgovački grad u povijesnoj pokrajini Olteniji (Mala Vlaška). Ime mu ima slavenski korijen i znači „Trgovište na rijeci Jiu”. Mnoga naselja na jugu Rumunjske imaju imena slavenskog porijekla, te to svjedoči o naseljavanju Slavena na tom prostoru koji su se kasnije asimilirali u Rumunje. 
Tijekom 2. svj. rata je u gradu postojao koncentracijski logor za rumunjske Židove. Nakon rata se naglo razvija industrija (posebno zbog brojnih rudnika u dolini rijeke Jiu), te broj stanovnika grada brzo raste.
Dana 17. veljaće 1968. godine, Targu Jiu je postao sedište županije Gori koja je nastala spajanjem naselja iz županija Mehedinți i Dolj.

## Znamenitosti
U blizini grada je rođen jedan od najvažnijih rumunjskih kipara moderne umjetnosti i jedan od začetnika modernog kiparstva, Constantin Brâncuşi. U gradu postoje brojni njegovi spomenici koji u grad privlače mnoge turiste. Smješteni su u posebnom parku, poznatom kao Kiparski ansambl Constantina Brâncușija iz Târgu Jiua. Najpoznatiji su Beskrajni stup i Vrata poljupca. Beskrajan stup je stavljen i na gradski grb. U umjetnikovom rodnom selu Hobiţa, u blizini grada, je posebno uređena njegova rodna kuća.
- Spomanik Tudora Vladimirescua
- Srednjoškolski centar Tudora Vladimirescua
- Gradska vijećnica
- Ulaz u Kiparski ansambl Constantina Brâncușija iz Târgu Jiua
- Gradski park
- Sveučilište Constantina Brâncușija
- Knjižnica Tudora Arghezija
- Spomen kuća Ecaterine Teodoroiu

## Stanovništvo
Prema popisu stanovništva iz 2021. god. na području grada Târgu Jiu živjelo je 73,545 stanovnika, od kojih u samom gradu živi 67,751 stanovnika, a ostatak u drugim naseljima oko grada. U odnosu na popis iz 2011. god. kada je bilo 82,548 stanovnika, zabilježen je pad u broju stanovnika od 10,86% tj. 8.959 stanovnika. Većinsko stanovništvo čine Rumunji s 82,62%, dok se od manjina izdvajaju Romi s 2,97%.
| Godina | Ukupno stanovnika |
| ------ | ----------------- |
| 1948.  | 17,698            |
| 1956.  | 19,618            |
| 1966.  | 30,805            |
| 1977.  | 63,506            |
| 1992.  | 98,238            |
| 2002.  | 96,641            |
| 2011.  | 82,504            |
| 2021.  | 73,545            |

## Gradovi prijatelji
- Noci, Italija
- Lauchhammer, Njemačka
- Jambol, Bugarska
- Pendik, Turska
- Forbach, Francuska

## Vanjske poveznice
- Službena stranica grada
- Stare fotografije grada

### Ostali projekti
|  | Zajednički poslužitelj ima još gradiva o temi Târgu Jiu |